# نظریه یادگیری ثورندایک
نظریه یادگیری ثورندایک، یکی از مباحث مطرح در روان‌شناسی یادگیری بوده که به بررسی جنبه‌های گوناگون این نظریه در بحث یادگیری می‌پردازد. در این مقاله بعد از بررسی تاریخی نظریه و شخص ثورندایک به مبانی روان‌شناختی و نظری این نظریه اشاره می‌کنیم و در نهایت بعد از بیان قوانین اصلی و فرعی نظریه به ارزیابی آن می‌پردازیم.

## مقدمه
یادگیری، اساس رفتار آدمی بوده و اکثر رفتارهای آدمی حاصل یادگیری می‌باشد. انسان از طریق یادگیری روی محیط خود تأثیر گذاشته و از آن تأثیر می‌پذیرد. فرایند یادگیری از آغاز تولد انسان شروع شده و تا پایان عمر او ادامه دارد و ساحت‌های فراوانی از یادگرفتن، سخن گفتن تا رفتار اجتماعی و پرورش، عقلانی، عاطفی، روحی، اخلاقی و… را شامل می‌شود. روان‌شناسان، همواره تلاش داشته‌اند که فرایند یادگیری را تبیین کرده و در قالب نظریاتی به توضیح نظری این فرایند بپردازند. البته این تلاش‌ها نیز چون هر تولید علمی دیگری که در چرخه دانش‌زایی به وجود می‌آید، معمولاً تحت تأثیر خاستگاه نظری و پارادایم‌های مورد تعلق خاطر نظریه‌پردازان است.

### ثورندایک که بود؟!
یکی از نظریه‌پردازان یادگیری، که از مؤثرترین روان‌شناسان در توسعه روان‌شناسی حیوانی است، ادوراد لی ثورندایک (Edward Lee Thorndike) (۱۹۴۹–۱۸۷۴) می‌باشد. وی نخستین کسی بود که به تحقیق آزمایشی واقعی با حیوانات دست زد. پیشروان وی، به‌ویژه «رومانس» و «مورگان»، جنبه‌های خاصی از پژوهش آزمایشی را به‌کار بردند، لکن مشاهدات آنان بیشتر به‌طور طبیعی انجام می‌گرفت تا در وضعیت کاملاً مهارشده آزمایشگاه روان‌شاختی.

## متخصص یادگیری
روان‌شناسان، ثورندایک را بیشتر به عنوان یک متخصص یادگیری می‌شناسند. از کارهای عمده او علاوه بر کتاب‌های «عناصر روان‌شناسی» و سه جلد کتاب تحت عنوان «روان‌شناسی تربیتی»، می‌توان از «روان‌شناسی یادگیری» و «اساس یادگیری» نام برد که هر یک در زمان خود از معروف‌ترین و محبوب‌ترین کتاب‌های روان‌شناسی بوده‌اند. نتایج اولیه تحقیقات ثورندایک در زمینه یادگیری در رساله دکترای او که به دانشگاه کلمبیا تقدیم شده بود، در سال ۱۸۹۸ به صورت جزوه‌ای به چاپ رسید. وی، در آغاز نظریه خود را آزمایش و خطا (trial and error) نامید.

## اسامی نظریه
این نظریه، با نام‌های زیر هم مورد بحث قرار گرفته است:
· کوشش و موفقیت اتفاقی
· یادگیری پیوندی
· نظریه محرک – پاسخ
· یادگیری رفتاری
· یادگیری کوشش و خطا

## مبانی روش‌شناختی
ثورندایک برای یادگیری، سنجش‌های عینی و کمی به‌کار می‌برد. یکی از روش‌های وی این بود که شمار رفتارهای «نادرست»، یعنی رفتارهایی را که منجر به فرار از جعبه نمی‌شد، پس از مقدرای کوشش، کاهش می‌داد. فن دیگر وی این بود که زمان سپری شدن را، از لحظه‌ای که گربه در جعبه قرار می‌گرفت تا هنگامی که موفق به بیرون آمدن می‌شد، یادداشت می‌کرد. به تدریج که یادگیری صورت می‌گرفت، از این دوره زمانی کاسته می‌شد.

## تاثیر بر روان‌شناسی
روش تحقیق و نظریات ثورندایک، اثراتی بسیار عمیق بر روان‌شناسی آمریکا و به‌ویژه بر روان‌شناسی یادگیری گذارده است که هنوز نیز ادامه دارد و به جرات می‌توان نظریه‌های مربوط به تقویت و پاداش را که به وسیله اسکینر، هال و اسپنس عنوان شده است، عمیقاً از کارهای ثورندایک متأثر دانست. در حقیقت آنچه که این روان‌شناسان در سال‌های اخیر عنوان کرده‌اند، شکل پیچیده و مفصل‌تر قانون تأثیر ثورندایک می‌باشد. علاوه بر این، تأثیر او بر رفتارگرایی به خاطر عنوان کردن پیوندهای بین محرک – پاسخ به حدی زیاد است که می‌توان او را به همان‌اندازه که کنش‌گراست، رفتارگرا نیز دانست.

### استفاده از حیوانات
اصرار ثورندایک در استفاده از حیوانات به عنوان آزمودنی، از ابتکارات او در زمان خود بوده است. در آن زمان دانشمندان دانشگاه هاروارد میل نداشتند که حیوانات را در دانشگاه جا بدهند و ثورندایک مجبور شد که برای انجام آزمایشات خود از زیرزمینی که ویلیام جیمز در خانه‌اش در اختیار او گذاشته بود، استفاده کند.

### مبنای نظری
ثورندایک، نظریه‌ای عینی و ماشین‌گرایانه دربارهٔ یادگیری ارائه کرد. این نظریه تنها بر رفتار آشکار، متمرکز بود. وی اعتقاد راسخ داشت که روان‌شناسی فقط باید به مطالعه رفتار بپردازد نه به مطالعه عناصر ذهنی یا تجربه آگاهانه. بدین‌گونه، وی روند رو به رشد عینیت بیشتر را، که کنش‌گرایان برای روان‌شناسی به ارمغان آورده بودند، تقویت کرد و یادگیری را نه بر حسب‌اندیشه‌های بسیار شخصی، بلکه بر حسب پیوندهای عینی میان محرک‌ها و پاسخ‌ها تفسیر کرد. ثورندایک را متعلق به مکتب کنش‌گرایی دانسته‌اند. این مکتب، بیشتر به مکانیسم‌های سازگاری توجه داشت، به این معنی که طرفداران این مکتب از خود می‌پرسیدند که هدف از فعالیت‌های ذهنی و فکری بشر چیست؟ این مکتب که در آمریکا رواج یافته بود، دو مرکز اساسی در آن کشور داشت: مرکز دانشگاه شیکاگو که در آن شخصیت‌هایی چون انجل (J. R. Angell)، کار (H. Carr)، دیویی (J. Dewery) و مید (G. H. Mead) به تدریس اشتغال داشتند و مرکز دانشگاه کلمبیا که در آن افرادی چون کتل (J. M. Catell)، ثورندایک (E. L. Thorndike) و وودورت (R. S. Woodworth) بود.

### تشریح
ثورندایک در رساله دکترای خود که ذکر شد، فرایند یادگیری را چنین توصیف می‌کند: یادگیری، جریانی است که شامل حذف تدریجی پاسخ‌های غلط در ضمن تکرار است. به نظر وی رفتار در یک موقعیت تازه در آغاز تصادفی است. این رفتار تصادفی و نتایج آن بدین‌جا منجر می‌شود که بر اثر تکرار پیوندهایی بین محرک‌ها و پاسخ‌ها ایجاد می‌شود. به عبارت دیگر، یادگیری بر اثر آزمایش و خطای کورکورانه صورت می‌گیرد. این نتیجه‌گیری بحث‌انگیز وی را به وضع کردن «قانون تاثیر» راهنمایی نمود. بر طبق این قانون، در یک موقعیت یادگیری هر عملی که رضایت ارگانیسم را به دنبال داشته باشند، ثبات و دوام بیشتری می‌یابد و هر عملی که منجر به ناراحتی یا عدم رضایت ارگانیسم گردد، کنار رفته و تضعیف می‌شود. به عبارت دیگر، پاداش، پیوند محرک – پاسخ را محکم‌تر و تنبیه آن را ضعیف‌تر می‌کند.